# Nagy Zoltán (színművész)
Nagy Zoltán (Budapest, 1943. április 4. – Budapest, 2021. június 16.) Aase-díjas magyar színművész.

## Életpályája
1966-ban a szegedi tanárképző főiskolán végzett magyar-történelem-ének szakon. Színészi pályáját a Szegedi Egyetemi Színpadon kezdte. 1966-1975 között a veszprémi Petőfi Színház, 1975-1980 között a Szegedi Nemzeti Színház, 1980-1982 között a szolnoki Szigligeti Színház, 1982-1991 között a Nemzeti Színház, 1991-1992 között a Pécsi Nemzeti Színház tagja volt. 1992-1998 között szabadfoglalkozású volt. 1998-tól az Újszínház tagja. Több helyen vendégszerepelt is. Művészi munkája mellett zenés darabokat rendezett a Pomázi Zeneiskolában, és színészmesterséget tanított Gór Nagy Mária Színitanodájában, a Nemzeti Stúdióban és az Új Színház Stúdiójában.
Pomázon élt, két gyermeke és négy unokája van.

## Fontosabb színházi szerepeiből
- William Shakespeare: Hamlet... Polonius, főkamarás; Rosencrantz, udvarfi
- William Shakespeare: Othello... A velencei dózse
- William Shakespeare: Romeo és Júlia... Montague; Lőrinc barát
- William Shakespeare: Lóvátett lovagok... Longaville gróf
- William Shakespeare: Sok hűhó semmiért... Ferenc barát
- William Shakespeare: II. Richárd... Northumberland grófja
- William Shakespeare: IV. Henrik... Northumberland; Canterburyi érsek; Gower kapitány
- William Shakespeare: Julius Caesar... Casca
- Molière: Úrhatnám polgár... Vívómester
- Molière: A fösvény... Anselme
- Pedro Calderón de la Barca: Az élet álom... Clarin
- Lope de Vega: A kertész kutyája... Trisztán, Teodoro inas
- Carlo Goldoni: Mindenki jegyben jár avagy a chioggiai csetepaté... Altiszt, bírósági kézbesítő
- Carlo Goldoni: A szégyentelenek... Canciano, Felice férje, az átalakulás vesztese
- Christopher Marlowe: Doktor Faustus tragikus históriája... Az anhalti herceg
- Georg Büchner: Woyzeck... Doktor
- Friedrich Schiller: Don Carlos... Ferja herceg, aranygyapjas lovag
- Niccolò Machiavelli: Mandragóra... Timoteusz barát
- Anton Pavlovics Csehov: Cseresznyéskert... Szimeonov-Piscsik, földbirtokos; Jepihodov
- Anton Pavlovics Csehov: Három nővér... Fedotyik, Alekszej Petrovics, hadnagy; Ivan Romanics Csebutikin, katonaorvos
- Alekszandr Nyikolajevics Osztrovszkij: Erdő... Bodajev
- Eugène Scribe: Egy pohár víz... Thompson
- Jaroslav Hašek: Svejk, a derék katona... Magasgalléros úr
- Jiří Menzel: A három megesett lány esete... Capitano
- Bohumil Hrabal: Gyöngéd barbárok... Kocsis
- Mitch Leigh – Joe Darion – Dale Wasserman: La Mancha lovagja... Don Quiote (Cervantes)
- Ruzante: Ruzante megtér a hadból... Brávó
- Arthur Miller: A salemi boszorkányok... John Proctor
- Eugene O’Neill: Amerikai Elektra... Adam Brant
- George Bernard Shaw: Sosem lehet tudni... Bohun, királyi jogtanácsos
- George Bernard Shaw: Bolha a fülbe... Romain Tournel
- George Bernard Shaw: Tanner John házassága (Ember és felsőbbrendű ember)... Hector, Malone fia
- Bertolt Brecht – Kurt Weill: Háromgarasos opera... Tigris Brown
- Bertolt Brecht: Koldusopera... Tigris Brown
- Bertolt Brecht: Egy nagyváros dzsungelében... John Garga, George apja
- Bertolt Brecht: A kaukázusi krétakör... szereplő
- Henrik Ibsen: Peer Gynt... Von Eberkopf
- Friedrich Dürrenmatt: János király... Pandulpho, milánói bíboros-érsek
- Friedrich Dürrenmatt: A fizikusok... Richard Voss detektívfelügyelő
- Friedrich Dürrenmatt: Meteor... Hugo Nyffenschwander, festőművész
- John Steinbeck: Édentől keletre... Samuel Hamilton
- Jean Anouilh: Becket, avagy isten becsülete... Becket Tamás; bíboros
- Tennessee Williams: Az ifjúság édes madara... Scudder doktor
- Borisz Leonyidovics Paszternak: Doktor Zsivago... Gromeko, Zsivago apósa
- Borisz Lvovics Vasziljev: A hajnalok itt csendesek... Őrnagy hangja
- Eugène Ionesco: A király halódik... Király
- Alfred Jarry: Übü király... Vencel király; A Medve; Alex cár; Kőnigsbergi Máté; Az Ős
- Mihail Afanaszjevics Bulgakov: Álszentek összeesküvése (Moliere)... De Charron, Párizs hercegérseke
- Sławomir Mrożek: Piotr Ohey mártíromsága... Tudós
- Tadeusz Różewicz:	A szemtanúk, avagy a mi kis stabilizációnk... Férj
- Ireneusz Iredyński: Isten veled, Júdás... János
- Bernard-Marie Koltès: Roberto Zucco... Az öregúr
- Michael Frayn: Még egyszer hátulról... Betörő (Selsdon)
- Georges Feydeau: Zsákbamacska... Landernau doktor
- Georges Feydeau: Bolha a fülbe... Étienne
- Neil Simon: Furcsa pár... Roy
- Victor Hugo: A királyasszony lovagja... Don Guritan; Covadenga
- William Somerset Maugham: Talpig úriasszony... Bentley
- Csokonai Vitéz Mihály: Karnyóné szerelme... Kuruzs
- Petőfi Sándor: A helység kalapácsa... Kisbíró
- Vörösmarty Mihály: Csongor és Tünde... Duzzog, ördögfi
- Madách Imre: Az ember tragédiája... Lucifer; Az Úr; A föld szelleme; Therszitész; Első polgár; Patriarcha; Saint-Just; Második gyáros
- Madách Imre: Csak tréfa... Kondor
- Jókai Mór: A bolondok grófja... Benő, kocsis
- Jókai Mór: A kőszívű ember fiai... Pál
- Csiky Gergely: Ingyenélők... Bankó Béni
- Szigligeti Ede: Liliomfi... Adolf, Schwartz fia
- Márai Sándor: A kassai polgárok... Timót
- Reményik Sándor: Kard és kocka... Varga Mátyás
- Szomory Dezső: Hermelin... Dr. Plundrich Károly
- Mikszáth Kálmán: A Noszty fiú esete Tóth Marival... Kopereczky
- Nagy Ignác: Tisztújítás... Farkasfalvy, alispán; Damázsdi
- Bródy Sándor: A tanítónő... Járásorvos
- Remenyik Zsigmond: Kard és kocka... Varga Mátyás, kocsmáros
- Molnár Ferenc: A doktor úr... Bertalan
- Molnár Ferenc: Olympia... Alfred inas
- Molnár Ferenc: Az ördög... András
- Hunyady Sándor: Júliusi éjszaka... A ház ura
- Móra Ferenc: Mindenki Jánoskája... Posztószél
- Móricz Zsigmond: Kerek Ferkó... K. Fekete János
- Móricz Zsigmond: Úri muri... Gosztonyi Bandi
- Móricz Zsigmond: Sári bíró... Tügyi
- Illyés Gyula: Fáklyaláng... Molnár Ferdinánd, alezredes
- Illyés Gyula: Kegyenc... Sidonius, hóhér
- Illyés Gyula: A különc... Tarczy Lajos, volt honvédőrnagy
- Illyés Gyula: Az ünnepelt... Kortes
- Illyés Gyula: Tűvé-tevők... Örömapa
- Illyés Gyula: Bölcsek a fán... Topor, a kórus tagja
- Illyés Gyula: Tiszták... Des Arcis, a francia hadak feje
- Szerb Antal: Ex... Titkár
- Németh László: Apáczai... Gyulai püspök
- Németh László: Galilei... Barberini, bíboros, elnök
- Németh László: Győzelem... Tiszteletes
- Németh László: Bodnárné... Id. Bodnár János
- Márai Sándor: A kassai polgárok... Timót, a fürmender
- Száraz György: Királycsel... Frangepán, főúr lesen
- Száraz György: Víztükör... A Vízügyi igazgatóság vezetője
- Sarkadi Imre: Ház a város mellett... Őrmester
- Sarkadi Imre: Kőmíves Kelemen... Máté
- Moldova György: Titkos záradék... Smidelius, professzor
- Csurka István: Házmestersirató... Herczeg Pista
- Csurka István: Döglött aknák... Béla, Moór fia
- Csurka István: Az idő vasfoga... Molnár, Angéla vőlegénye
- Gyárfás Miklós: Kényszerleszállás... Szócsöves ember
- Gyurkó László: Szerelmem Elektra... A néma
- Dobozy Imre: A tizedes meg a többiek... Albert főkomornyik
- Lengyel Menyhért – Görgey Gábor: Sancho Panza királysága... Don Quijote
- Schwajda György: Bohóc... Fiú
- Schwajda György: Himnusz... Tanácsi előadó
- Spiró György: Esti műsor... Géza
- Giorgio Pianosa (Pozsgai Zsolt): Mert a mamának így jó... Fabrizio
- Tamási Áron: Ábel... Igazgató; Falábú; Szakállas; Gáspár
- Tabi László: Spanyolul tudni kell... Bokodi
- Mesterházi Lajos: Pesti emberek... Rikkancs
- Thurzó Gábor: Az ürügy... Demecs
- Kodolányi János: Földindulás... Orvos
- Wass Albert: A funtaneli boszorkány... Birtalan, öregember
- Kocsis István: Az áldozat (Szent Margit legendája)... Paulus atya, pápai követ
- Kocsis István: Megszámláltatott fák... Páva
- Szabó Magda: Az a szép, fényes nap... Bönge, Gyula barátja
- Gáspár Margit: Ha elmondod, letagadom... Botondi András
- Gáspár Margit: Embert enni tilos... Piros
- Topolcsányi Laura: A toll... Öreg; Idős színész; Műszakvezető; Postás; Virágárus; Idős hölgy
- Juhász István: Valahol egy sziget... Iván
- Vámos Miklós: Égszakadás, földindulás... Első alak
- Moravetz Levente: Noé... Első zebra
- Rudolf Péter – Búss Gábor Olivér – Hársing Hilda: Keleti Pu. ... szereplő
- Vaszary János: A vörös bestia... G.B. Morrison, amerikai pénzember
- Fazekas István: Béres... Kaponyás bácsi, raktáros
- Zalán Tibor: Angyalok a tetőn... Gomulka bácsi
- Barabás Pál: Kávé habbal.. Ziegler; Józsi
- Lőrinczy Attila: A csoda alkonya avagy egy tündökletes torzszülött kalandos élete három felvonásban ... Mosch Terpin, a természettudományok professzora
- Kapecz Zsuzsa – Pataki Éva: Vedd könnyen, szivi!... Jósvai, színházigazgató
- Boldizsár Miklós – Szörényi Levente – Bródy János: István, a király... Asztrik, főpap
- Hervé: Nebáncsvirág... Celestin, a zárdában orgonista
- Kálmán Imre: Marica grófnő... Ödön (Lajos cigány)
- Johann Strauss: A cigánybáró... Gazsi III.
- Lionel Bart: Oliver... Fagin
- John Kirkpatrick: Ifjúság! Tavasz! Szerelem! /Még az ENSZ körül is/... Sticky, aki szereti a virágokat
- Alekszej Nyikolajevics Abruzov: Egy boldogtalan ember boldog napjai... egyetemista
- Leonyid Zsuhovickij: Igyunk Kolumbuszra... Satunov
- Jan Schneider – Bohuslav Ondráček: Gentlemanek... Milán
- Oldřich Danĕk: Negyven gazfickó és egy maszületett bárány... Tengerész
- Giulio Scarnacci – Renzo Tarabusi Kaviár és lencse... Alfonso Chioccia, báró
- Pierre Barillet – Jean Pierre Gredy – Nádas Gábor – Szenes Iván: A kaktusz virága... Pincér
- Marius von Mayenburg: A csúnya... Scheffler
- Roger Vitrac: Viktor, avagy a gyermekuralom... Lousegur tábornok
- Michel de Ghelderode: Virágos kert... szereplő

## Film- és tévészerepei
- Keleti pu. (tévéfilm, 85 perc, 2010)
- Ferike (magyar kisjátékfilm, 40 perc, 2000)
- Família Kft. (magyar vígjátéksorozat, 30 perc, 1991)
- Titánia, Titánia, avagy a dublőrök éjszakája (magyar filmszatíra, 135 perc, 1988)
- Elysium  (magyar dráma, 105 perc, 1986)
- Villanyvonat (magyar tévéfilm, 1985)
- Te rongyos élet (magyar filmszatíra, 108 perc, 1984)
- Szeretők (magyar filmdráma, 1984)
- Hatásvadászok (magyar filmszatíra, 97 perc, 1983)
- Illyés Gyula: Kegyenc (magyar tévéjáték, 124 perc, 1983)
- Vörös föld (magyar filmdráma, 100 perc, 1982)
- A feladat (1976) - Ope
- Napló – Radnóti Miklós (magyar tévéfilm, 43 perc, 1975)
- Furfangos diákok (magyar komolyzenei film, 37 perc, 1972)
- Vörös (magyar táncfilm, 11 perc)
- Optimisták (magyar tévéfilmsorozat)
- Botcsinálta doktor (magyar vígjáték)

## Díjai és kitüntetései
- Ivánka Csaba-díj (2017)[3]
- Aase-díj (2018)[7]